# Хоккейный клуб «Динамо» (Минск) в сезоне 2020/2021
Сезон 2020/2021 — 13-й сезон в составе Континентальной хоккейной лиги для белорусского хоккейного клуба Динамо-Минск. Команда выступает в Дивизионе Тарасова Западной конференции КХЛ.

## Финансовые трудности
В мае 2020 года у клуба возникли финансовые проблемы. Всё дело в том что генеральный спонсор команды «Беларуськалий» дал втрое меньше запрошенной суммы. Помимо традиционного генерального спонсора, поддержка со стороны которого ежегодно снижается и сейчас достигла своего исторического минимума, в новом сезоне значительную долю бюджета клуб планирует сформировать за счёт коммерческих партнёров. В этом же месяце клубу удалось «наскрести» 5 миллионов долларв США. Помимо того что не хватало денег на сезоне 2020/2021 остались долги по зарплатам игрокам за прошлый сезон. Источники, знакомые с финансовыми проблемами клуба, утверждают, что бюджет стремительно сокращался из-за плохого выступления команды в сезоне 2019/2020 (тогда «зубры» заняли последнее место в конференции). Из-за финансовых трудностей пришлось сократить зарплаты игроков. Некоторые даже обсуждали возможно прекращению выступления Динамо в КХЛ. 3 июля в интервью клубу генеральный директор команды Дмитрий Басков заявил что долги по зарплатам были выплачены. Но по словам Андрея Костицына клуб пока не рассчитался не только с ним, но и со многими другими хоккеистами. Клубу пришлось привлекать других спонсоров для выполнения условий регламента КХЛ. В июне 2020 стало известно что «Беларуськалий» продолжит спонсировать команду. По итогу минское «Динамо» подало документы в КХЛ, необходимые для участия в следующем сезоне. 1-го сентября генеральный директор команды рассказал что бюджет команды сформирован только на 2020 год.

## Предсезонная подготовка
В этом году команда начала предсезонный сбор 15 июля. Первые две недели команда будет тренироваться на своей арене, после чего сыграет два товарищеских матча с Трактором. В начале августа команда отправится в Нур-Султан для того чтобы принять участие в турнире. Там они сыграли с Барысом, Сибирью и Сборной Южной Кореи. С 19 по 23 августа на льду домашней арены запланировано проведение предсезонного турнира. В турнире приняли участие следующие команды: Локомотив, Барыс а также фарм-клуб минского «Динамо» Юность-Минск. Свою предсезонную подготовку клуб завершил участием в финальной стадии кубка Салея.

## Бойкот домашних матчей со стороны болельщиков
Фан-клуб минского «Динамо» объявил бойкот домашним матчам команды. Они выпустил публичное обращение к генеральному директору клуба Дмитрию Баскову и к Федерации хоккея Республики Беларусь. Учитывая позицию руководства клуба, отраженную в СМИ, а также информацию, размещенную на официальном сайте от лица клуба, фанаты объявили бессрочный бойкот домашних матчей. Один из лидеров фан-клуба «зубра» в интервью одному из изданий рассказал, что основной причиной бойкота — Басков втянул политику в спорт.

Мы — члены фан-клуба ХК «Динамо-Минск» — объявляем бессрочный бойкот домашних игр, отказываясь от организации домашнего фан-сектора на них и от участия в любого рода мероприятиях клуба и ФХРБ. Нам стыдно отождествлять себя с гражданами, которые поддерживают беспредел силовиков и геноцид белорусского народа.— говорится в обращении
Для прекращения бойкота фанаты клуба объявили следующие требования:
- Выступить публично с осуждением насилия в отношении мирных граждан со стороны сотрудников ОМОНа на улицах, местных РУВД и в изоляторах временного содержания.
- Выступить с публичным признанием необходимости освободить задержанных мирных граждан на улицах страны и политических заключённых.
- Публично признать прошедшие выборы нелегитимными, выступить с призывом к проведению новых выборов с честным и прозрачным подсчётом голосов.

В стартовом матче против Барыса команду поддерживала группа активных болельщиков в одинаковой одежде и с рядом прочих сходств. Новоиспеченным фанатам дали барабаны, в которые они практически беспрерывно стучали на протяжении всей игры. При этом болельщики стояли почти вплотную друг к другу, тем самым игнорирую просьбы диктора соблюдать социальную дистанцию во время пандемии. После игры болельщики организованно прошли к автобусам, разделившись по цвету формы. На автобусах были надписи, указывающие на причастность к Министерству по чрезвычайным ситуациям Республики Беларусь. Как сообщает группа FAN ZONE, группу поддержки составляли курсанты МЧС. Несмотря на это болельщики установили антирекорд посещаемости на «Минск-Арене»: 4455 болельщиков на трибунах.

## Матч с «Йокеритом»
3 сентября 2020 года должен был состояться матч с финским клубом «Йокерит». Он должен был пройти в Минске на Минск-Арене. Этот матч стал самым ожидаемым событием в финской спортивной прессе в последнюю неделю. Команду требовали отказаться от поездки в Минск. В Финляндии считают, что прилет в Минск сейчас неуместен и будет приравниваться к поддержке Александра Лукашенко. Фанаты клуба призывали клуб отказаться от поездки в Минск и заявили, что будут согласны на техническое поражение. В противном случае фанаты объявят бойкот домашних матчей. Также хоккеистов поддержала Ассоциация хоккеистов Финляндии которая также призвала клуб отказаться от поездки в Минск. Изначально команда собиралась лететь в Минск.

Мы решили отправиться в Минск в исключительном порядке только в день матча и уехать сразу же после него. Мы тесно контактировали с Динамо, чтобы убедиться, что встреча состоится. Следуем расписанию матчей. Мы надеемся, что Беларусь найдет мирное решение в сложившейся политической ситуации.— заявил генеральный менеджер Яри Курри
После этого заявления профсоюз хоккеистов Финляндии и фан-клуб «Йокерита» осудили данное решение. Также после этого заявления одна из национальных букмекерских контор разорвала отношения с командой. Вслед за фанатами некоторые политики также призывали команду отказаться от встречи. Финский клуб также просил перенести матч, но им отказали. Финская сторона объяснила свою просьбу озабоченностью эпидемиологической обстановкой. Но все же КХЛ перенесла матч на час раньше. Изначально планировалось, что встреча начнётся в 19:00. Рейс должен был вылететь в 13.00. Но по итогу финская команда не вылетела на матч. Таким образом матч был отменён. Лига заявила, что В соответствии с пунктом 15 статьи 29 Дисциплинарного регламента «Йокериту» засчитано техническое поражение. Кроме того команде придётся выплатить штраф. Техническое поражение «Йокерита» стало третьим в истории КХЛ. Благодаря набранным очкам минское «Динамо» на какое-то время стало лидером своей конференции. По информации Дмитрия Басков игрокам и руководству финского клуба поступали угрозы. Позже «Йокерит» опроверг эту информацию. Представители хоккейного клуба сообщили КХЛ и минскому «Динамо», что, по их ощущениям, играть в Минске небезопасно.

## Ситуация с коронавирусом
1 октября состоялся матч между минским «Динамо» и рижским «Динамо». Накануне по приезде в столицу Латвии у всех членов клуба были взять тесты на COVID-19. У ряда игроков и представителей административно-тренерского штаба тесты показали первично положительный результат на коронавирус, что делает их участие в матче невозможным. На матче также не смог присутствовать главный тренер «зубров» Крэйг Вудкрофт. На тренировке в Риге главный тренер минского «Динамо» присутствовал. Временно исполняющий обязанности главного тренера был назначен Глава наблюдательного совета «Динамо-Минск», председатель Федерации хоккея Беларуси Дмитрий Басков. Перед матчем тренерский штаб через zoom-конференции провел собрание, показал, как играть в большинстве и меньшинстве. По итогу рижское «Динамо» выиграло этот матч в серии буллитов со счётом 3:4. Этим поражением был прервана шестиматчевая победная серия. Рижское «Динамо» только перед матчем вышло из карантина. Поэтому многие игроки клуба также пропустили матч из-за COVID-19.
4 октября стало известно что пять человек из клуба тест на COVID-19 дал положительный результат. Врачи команды ведут мониторинг состояния здоровья игроков, тренеров и административного персонала, которые пройдут ещё одно тестирование. В пресс-службе минского «Динамо» отказались назвать фамилии инфицированных, сославшись на то, что это персональные данные.
7 октября клуб сформировал временный штаб в который вошёл в который вошёл Константин Кольцов (он был назначен временно исполняющим обязанности главного тренера) и Дмитрий Астапенко. Все они являются наставниками фарм-клуба «Динамо-Молодечно». В клубе отметили, что тренеры этим летом, во время предсезонной подготовки, работали вместе с «зубрами». Поэтому они хорошо знают систему игры, которую ставил Крэйг Вудкрофт и его штаб, заверили в клубе. Также на помощь «зубрам» был вызван форвард «Динамо-Молодечно» Игорь Мартынов. В этот же день состоялся матч с «Сочи» который минское «Динамо» проиграло со счётом 1:2.
9 октября состоялся матч с китайским клубом «Куньлунь Ред Стар». Матч вынуждены были пропустить защитники Бреннан Менелл, Адам Альмквист, а также нападающие Брэндон Козун, Райан Спунер, Шейн Принс, Артём Демков, Максим Сушко и Кирилл Воронин. По итогу минское «Динамо» выиграло тот матч со счётом 2:0.
16 октября состоялся матч между минским «Динамо» и «Локомотивом». К этому матчу главный тренер команды вышел из карантина.
9 ноября стало известно что главный тренер команды, Крэйг Вудкрофт сдал положительный тест на COVID-19. По его словам болезнь протекала с небольшим количеством симптомов. Исполняющий обязанности главного тренера на дальневосточном выезде был назначен Михаил Грабовский, тренер «зубров». Во главе с Михаилом Грабовским команда одержала три победы, в том числе самую разгромную в этом сезоне. 19 ноября Крэйг вышел из самоизоляции.

## Посещаемость
15 сентября 2020 года состоялся матч между минским «Динамо» и Барысом. Этот матч посетило 4455 человек. Это стало самым худшим показателем в истории. Предыдущий рекорд принадлежал матчу между минским «Динамо» и Витязем. Тогда, согласно протоколу, на матч с клубом из Подольска пришло 5372 зрителя. Предыдущий антирекорд «Минск-Арены» датировался 2010 годом. Тогда на матч минского «Динамо» с «Атлантом» пришло 6050 человек. В связи с противоэпидемическими рекомендациями КХЛ клуб продает 3985 мест (половина нижнего яруса) без учёта вип-лож, которые клуб реализует совместно с «Минск-Ареной». С их учётом в варианте аншлага стадион способен вместить 4773 человека. Однако по информации некоторых СМИ в продажу поступило 5 тысяч билетов. Как утверждает пресс-служба «зубров» арена была заполнена на 93 %. По их утверждению этот матч стал лучшим по посещаемости в текущем сезоне КХЛ по состоянию на 6 сентября.
11 октября состоялся матч между минским «Динамо» и рижским «Динамо». На этом матче был установлен очередной антирекрод посещаемости. На этот матч пришло 4421 человек.
25 октября состоялся матч между минским «Динамо» и «Северсталью» на котором был установлен очередной антирекорд посещаемости матчей. По данным протокола матч посетило 2790 человек.

## Переносы матчей

### Матч с Локомотивом
19 сентября должен был состоятся матч между минским «Динамо» и Локомотивом. Однако, из-за вспышки коронавирусной инфекции в составе «Локомотива» матч был перенесен. Симптомы заболевания были выявлены у одиннадцати хоккеистов и одного сотрудника «Локомотива». В день игры с Сочи пресс-служба лиги сообщила, что из-за трех положительных тестов на коронавирус, которые сдали игроки ярославского клуба, встреча с клубом из Сочи не состоится. 20 сентября команда вернулась в Ярославль для прохождения повторного теста. 20 сентября игроки основного и резервного составов «Локомотива» прошли углубленное тестирование. Проведенное в «Локомотиве» тестирование игроков на коронавирус выявило около тридцати положительных результатов. Как сообщает пресс-служба КХЛ, первичные результаты тестов — отрицательные, но у девяти хоккеистов продолжается развитие симптоматики. Лига приняла решение не засчитывать техническое поражение Локомотиву. 20 сентября Пресс-служба минского «Динамо» сообщила, что все билеты, приобретенные на игру 19 сентября, будут действительны и на новую дату. Новой датой проведения матча было объявлено 16 октября. Время начало матча — 19:00 по московскому времени.

## Интересные факты
- 16 октября состоялся матч между минским «Динамо» и «Локомотивом». В заявке на этот матч были только белорусы. Это стало первым случаем в истории белорусского клуба с момента их выступления в КХЛ[128][129].

Это очень интересно, волнующий момент. Самое главное, что это отличная возможность для команды проявить и проверить себя в игре с сильным соперником. В такой ситуации надо всем в лиге и в стране показать свой характер, убедить, что молодые ребята готовы играть на уровне КХЛ. Они — будущее белорусского хоккея. Верю, что страну ждет большое будущее.— сказал главный тренер «зубров» Крэйг Вудкрофт

## Матчи
Победа/поражение в основном времени
 Победа/поражение в овертайме
 Победа/поражение в серии буллитов
 Техническая(-ое) победа/поражение
Протокол
 Козун 25'
 Сагадеевв 39'
Дата: 5 сентября
Текстовая трансляция
 Клинкхаммер 26'
 Старченко 40'
Стадион: Минск-Арена
Резюме
 Демков 28'
 Михайлис 54'
Зрителей: 4455
 Шарангович 39'
 Диц 57'
 Клинкхаммер 60'

Составы
Динамо Минск
Фурх (Тэйлор), Колячонок — Шинкевич, Спунер — Клинкхаммер — Козун; Еременко — Знахаренко, Принс — Шарангович — Лодня; Усов — Денисов, Горбунов — Протас — Алистров; Воронин — Демков, Сушко — Паре, Дроздов.
Барыс
Ортио (Каратаев), Орехов — Диц, Фрэттин — Виделль — Старченко; Сведберг — Блэкер, Михайлис — Волк — Лилья; Метальников — Шалапов, Акользин — Сагадеев — Шевченко; Гайтамиров, Асетов — Шестаков — Петухов (Мусоров).
Примечания: 
Протокол
 Протас 6'
 Гранлунд 10'
Дата: 7 сентября
Текстовая трансляция
 Принс 7'
 Хохряков 16'
Стадион: Минск-Арена
Резюме
 Демков 49'
 Гранлунд 29'
Зрителей: 4581
 Воробьёв 29'

Составы
Динамо Минск
Фурх (Тэйлор); Колячонок — Менелл, Спунер — Клинкхаммер — Козун; Альмквист — Еремёнко, Принс — Шарангович — Паре; Знахаренко — Фальковский, Горбунов — Усов — Демков; Сушко — Протас — Воронин; Шинкевич; Дроздов.
Салават Юлаев
Метсола; Бирюков — Коледов, Гранлунд — Маннинен — Хартикайнен; Лисовец — Коробов, Сошников — Кадейкин — Жарков; Панин — Семенов, Хохряков — Воробьев — Кугрышев; Солодухин — Пименов — Амиров; Мухамадуллин, Сучков.
Примечания: 

## Основной состав
| №          | Игрок               | Страна                    | Хват    | Дата рождения             | Рост    | Вес     |         |
| Вратари    | Вратари             | Вратари                   | Вратари | Вратари                   | Вратари | Вратари | Вратари |
| ---------- | ------------------- | ------------------------- | ------- | ------------------------- | ------- | ------- | ------- |
| 30         | Дэнни Тэйлор        | Канада                    | Левый   | 28 апреля 1986 (39 лет)   | 184 см  | 86 кг   |         |
| 38         | Доминик Фурх        | Чехия                     | Левый   | 19 апреля 1990 (35 лет)   | 188 см  | 93 кг   |         |
| Защитники  |                     |                           |         |                           |         |         |         |
| 2          | Илья Соловьёв       | Беларусь                  | Левый   | 20 июля 2000 (24 года)    | 189 см  | 85 кг   |         |
| 5          | Дмитрий Дерябин     | Беларусь                  | Левый   | 20 октября 1999 (25 лет)  | 187 см  | 88 кг   |         |
| 7          | Степан Фальковский  | Беларусь                  | Правый  | 18 декабря 1996 (28 лет)  | 200 см  | 102 кг  |         |
| 8          | Илья Шинкевич       | Беларусь                  | Левый   | 1 сентября 1989 (35 лет)  | 189 см  | 94 кг   |         |
| 18         | Владислав Колячонок | Беларусь                  | Левый   | 26 мая 2001 (24 года)     | 185 см  | 86 кг   |         |
| 27         | Бреннан Менелл      | Соединённые Штаты Америки | Левый   | 24 мая 1997 (28 лет)      | 180 см  | 83 кг   |         |
| 28         | Адам Альмквист      | Швеция                    | Левый   | 27 февраля 1991 (34 года) | 181 см  | 79 кг   |         |
| 73         | Дмитрий Знахоренко  | Флаг Беларуси             | Левый   | 4 августа 1993 (31 год)   | 180 см  | 92 кг   |         |
| 94         | Владислав Ерёменко  | Беларусь                  | Правый  | 24 апреля 1999 (26 лет)   | 183 см  | 85 кг   |         |
| Нападающие |                     |                           |         |                           |         |         |         |
| 9          | Иван Лодня          | Соединённые Штаты Америки | Правый  | 31 августа 1999 (25 лет)  | 183 см  | 88 кг   |         |
| 10         | Иван Дроздов        | Беларусь                  | Левый   | 15 ноября 1999 (25 лет)   | 179 см  | 76 кг   |         |
| 11         | Роман Горбунов      | Россия                    | Левый   | 14 ноября 1996 (28 лет)   | 172 см  | 86 кг   |         |
| 12         | Роб Клинкхаммер     | Канада                    | Левый   | 12 августа 1986 (38 лет)  | 192 см  | 102 кг  |         |
| 15         | Артём Демков        | Беларусь                  | Правый  | 26 сентября 1989 (35 лет) | 175 см  | 80 кг   |         |
| 17         | Егор Шарангович     | Беларусь                  | Левый   | 6 июня 1998 (27 лет)      | 187 см  | 93 кг   |         |
| 19         | Франсис Паре        | Канада                    | Правый  | 30 июня 1987 (38 лет)     | 178 см  | 86 кг   |         |
| 21         | Алексей Протас      | Беларусь                  | Правый  | 6 января 2001 (24 года)   | 198 см  | 95 кг   |         |
| 23         | Брэндон Козун       | Канада                    | Правый  | 8 марта 1990 (35 лет)     | 173 см  | 78 кг   |         |
| 24         | Максим Сушко        | Беларусь                  | Правый  | 10 февраля 1999 (26 лет)  | 183 см  | 84 кг   |         |
| 25         | Илья Усов           | Беларусь                  | Левый   | 3 августа 2001 (23 года)  | 185 см  | 82 кг   |         |
| 41         | Кирилл Воронин      | Россия                    | Левый   | 11 января 1994 (31 год)   | 176 см  | 76 кг   |         |
| 51         | Райан Спунер        | Канада                    | Левый   | 30 января 1992 (33 года)  | 180 см  | 86 кг   |         |
| 71         | Александр Павлович  | Беларусь                  | Левый   | 12 июля 1988 (37 лет)     | 182 см  | 91 кг   |         |
| 72         | Владимир Алистров   | Беларусь                  | Левый   | 12 января 2001 (24 года)  | 187 см  | 80 кг   |         |
| 92         | Шейн Принс          | Соединённые Штаты Америки | Левый   | 16 ноября 1992 (32 года)  | 180 см  | 88 кг   |         |

## Трансферы

### Ушли из команды
| Игрок               | Позиция    | Куда                   | Примечания                      |
| ------------------- | ---------- | ---------------------- | ------------------------------- |
| Михаил Карнаухов    | Вратарь    | Металлург              | [ 152 ] [ 153 ] [ 154 ] [ 155 ] |
| Даниил Бокун        | Защитник   | Динамо Санкт-Петербург | [ 156 ] [ 157 ] [ 158 ] [ 159 ] |
| Кирилл Готовец      | Защитник   | Авангард               | [ 160 ] [ 161 ] [ 162 ] [ 163 ] |
| Марк-Андре Граньяни | Защитник   | Свободный агент        | [ 164 ] [ 165 ] [ 166 ]         |
| Роман Дюков         | Защитник   | Химик                  | [ 167 ] [ 168 ] [ 169 ]         |
| Олег Евенко         | Защитник   | Трактор                | [ 170 ] [ 171 ] [ 172 ] [ 173 ] |
| Стефан Эллиотт      | Защитник   | Фрёлунда               | [ 174 ] [ 175 ] [ 176 ] [ 177 ] |
| Александр Китаров   | Нападающий | Куньлунь Ред Стар      | [ 178 ] [ 179 ] [ 180 ]         |
| Евгений Ковыршин    | Нападающий | Юность-Минск           | [ 181 ] [ 182 ] [ 183 ]         |
| Андрей Костицын     | Нападающий | Нефтехимик             | [ 184 ] [ 185 ] [ 186 ] [ 187 ] |
| Сергей Костицын     | Нападающий | Свободный агент        | [ 159 ] [ 180 ] [ 188 ]         |
| Илья Литвинов       | Нападающий | Динамо (Молодечно)     | [ 180 ] [ 189 ] [ 190 ]         |
| Андрей Степанов     | Нападающий | Юность-Минск           | [ 191 ] [ 192 ] [ 193 ]         |

### Пришли в команду
| Игрок               | Позиция    | Откуда            | Примечания                      |
| ------------------- | ---------- | ----------------- | ------------------------------- |
| Егор Шарангович     | Нападающий | Нью-Джерси Девилз | [ 194 ] [ 195 ] [ 196 ] [ 197 ] |
| Илья Казьянин       | Нападающий | Могилёв           | [ 198 ] [ 199 ] [ 200 ] [ 201 ] |
| Владислав Колячонок | Защитник   | Флинт Файрбердс   | [ 202 ] [ 203 ] [ 204 ] [ 205 ] |

## Тренерский штаб
| Должность                       | Имя, фамилия      | Примечания                      |
| ------------------------------- | ----------------- | ------------------------------- |
| Главный тренер                  | Крэйг Вудкрофт    | [ 206 ] [ 207 ] [ 208 ] [ 209 ] |
| Тренер                          | Михаил Грабовский | [ 210 ] [ 211 ] [ 212 ] [ 213 ] |
| Тренер                          | Павел Перепехин   | [ 210 ]                         |
| Тренер                          | Андрей Мезин      | [ 210 ]                         |
| Тренер по физической подготовке | Адриан Вальво     | [ 210 ]                         |